# Détourner le système
Détourner le système est une série documentaire diffusée sur National Geographic Channel à partir du 27 février 2014. Présenté par Brian Brushwood il manipule les personnes, et pense comme un criminel. Maintenant, Brian nous montre comment éviter ceux qui veulent tricher avec le système, et nous donne des astuces légales pour prendre l'avantage sur ces personnes.
En France la série est diffusée à partir du 17 mai 2015 sur National Geographic Channel.

## Émissions

### Saison 1 (2014)
| Numéro d'épisode | Titre original | Titre français | Date de diffusion aux États-Unis | Date de diffusion en France |
| ---------------- | -------------- | -------------- | -------------------------------- | --------------------------- |
| 01               | Hack your Car  | En voiture     | 27 février 2014                  | 15 mai 2015                 |
| 02               | Hack your Home | A la maison    | 27 février 2014                  | 15 mai 2015                 |

### Saison 2 (2015)
| Numéro d'épisode | Titre original       | Titre français        | Date de diffusion aux États-Unis | Date de diffusion en France |
| ---------------- | -------------------- | --------------------- | -------------------------------- | --------------------------- |
| 01               | Personal Security    | Sécurité garantie     | 19 janvier 2015                  | 22 mai 2015                 |
| 02               | Survival Hacks       | Guide de survie       | 19 janvier 2015                  | 29 mai 2015                 |
| 03               | Hacking Crime        | Self Defense          | 26 janvier 2015                  | 12 juin 2015                |
| 04               | Travel Tricks        | En vacances           | 26 janvier 2015                  | 5 juin 2015                 |
| 05               | Hacking to Win       | Gagner à coup sûr     | 2 février 2015                   | 29 mai 2015                 |
| 06               | Restaurant Ruses     | Au restaurant         | 2 février 2015                   | 19 juin 2015                |
| 07               | Holiday Hacks        | Les jours fériés      | 9 février 2015                   | 22 mai 2015                 |
| 08               | Scam Artist Hacks    | Guide de l'escroc     | 9 février 2015                   | 5 juin 2015                 |
| 09               | Hacking The Outdoors | Le parfait aventurier | 16 février 2015                  | 12 juin 2015                |
| 10               | Money Hacks          | Jackpot               | 23 février 2015                  | 19 juin 2015                |